# ハリオハチクイ
ハリオハチクイ（学名：Merops philippinus）は、ブッポウソウ目ハチクイ科に分類される鳥類。

## 生息地
- 東南アジア